# 精忠組
精忠組（せいちゅうぐみ）は、幕末の薩摩藩に存在した藩内組織。誠忠組とも。

## 概要
近思録崩れの秩父季保が愛読した『近思録』を輪読する会を西郷吉之介（西郷隆盛）・大久保正助（大久保利通）・長沼嘉兵衛（早世）・有村俊斎（海江田信義）・税所喜三左衛門（税所篤）・吉井仁左衛門（吉井友実）・伊地知竜右衛門（伊地知正治）らが結成し、後にそれが発展したものである。彼ら自身が「精忠組」、「誠忠組」を名乗った事実はなく、後世の命名である。
安政の大獄期、僧月照とともに入水した西郷隆盛（蘇生した後、奄美大島潜伏を命じられた）を盟主的存在とし、大久保・堀仲左衛門・岩下方平らが主導した。水戸藩と共同して大老井伊直弼を暗殺し京都への出兵を行おうとする「突出」を計画したが、藩主島津茂久およびその実父で後見役の島津久光から軽挙妄動を抑制されて頓挫した。結局井伊暗殺には有村次左衛門のみが参加（桜田門外の変）し、それを国元へ伝えた兄の有村雄助は切腹処分となる。藩当局の対応に不満を懐く一派はあくまで突出を主張したが、大久保らがそれを抑えた。
久光はその後、精忠組の取り込みを図り、大久保・税所・堀・吉井らを側近として抜擢し、活躍させた。文久2年（1862年）に久光は、精忠組の主張する「突出」に代わり、幕府改革を企図した出兵を実行に移す（詳細は文久の改革を参照）。しかし精忠組の中でも有馬新七ら過激派は、真木保臣・清河八郎ら諸国の尊王攘夷派志士らと連携し、孝明天皇奪還計画などに加わり、久光の説諭にも従わなかった。有馬らが集結する旅館寺田屋に向けた久光からの上使として奈良原繁・大山綱良らが最後の説得を行うが、交渉は決裂、精忠組の同士討ちとなる寺田屋騒動が発生した。ここにおいて精忠組の結束は事実上崩壊した。

## 構成員

### 安政6年時点
大島渡海
- 菊池源吾隆永

在藩
- 堀又十郎貞通
- 大久保正助利済
- 有馬新七正義
- 奈良原喜左衛門清
- 鈴木勇右衛門重高
- 樺山三円
- 山口金之進直秀
- 高橋新八経麿
- 森山新五左衛門永治
- 奈良原喜八郎混
- 野津七左衛門鎮雄
- 大山彦助成美
- 大山角右衛門綱良
- 山之内一郎時習
- 野津七次道貫
- 中原喜十郎
- 鈴木昌之助
- 岩下左次右衛門方平
- 有村俊斎
- 吉井仁左衛門友実
- 伊地知竜右衛門季靖
- 税所喜三左衛門篤満
- 中原猶介尚勇
- 本田弥右衛門親雄
- 森山棠園
- 江夏仲左衛門栄享
- 永山万斎
- 道島五郎兵衛正邦
- 坂本喜右衛門
- 野元林八為清
- 有村如水
- 高橋清右衛門
- 鈴木源右衛門
- 西郷竜庵

在江戸
- 有村雄助兼武
- 山口三斎
- 高崎猪太郎友愛
- 有村次左衛門兼清
- 田中直之進盛明
- 益山東碩

旅行
- 仁礼源之丞景範
- 鵜木孫兵衛
- 平山竜雪
- 赤塚源六真成

在伊集院
- 坂木六郎貞明
- 坂木藤十郎

京都詰
- 徳田嘉兵衛

### 文久2年（大久保の同志姓名録）
- 有馬新七正義
- 伊地知竜右衛門季靖
- 吉井仁左衛門友実
- 江夏仲左衛門栄享
- 有村俊斎
- 鈴木勇右衛門重高
- 税所喜三左衛門篤満
- 奈良原喜八郎繁
- 野津七左衛門鎮雄
- 仁礼平助景範
- 道島五郎兵衛正邦
- 森山棠園
- 田中謙助盛明
- 高島清（貴島清の誤りと思われる）
- 西郷信吾隆興
- 村田新八経満
- 山口彦五郎
- 平山新助
- 本田弥右衛門親雄
- 大山彦八成美
- 坂元彦右衛門
- 鈴木源右衛門
- 森山新五左衛門永治
- 野津七次道貫
- 鈴木昌之助
- 有村幸蔵国彦
- 谷村愛之助昌武
- 松方助左衛門正義
- 森岡善助昌純
- 永田佐一郎
- 神宮司助左衛門
- 柴山竜五郎景綱
- 大山十郎
- 伊地知源右衛門
- 柴山愛次郎道隆
- 橋口伝蔵兼備
- 高島三
- 中島健彦広厚
- 房村猪之次
- 田代稲麿
- 深見休八有幸
- 木藤彦次郎
- 大野四郎助
- 高崎善次郎
- 竹内三十郎
- 本田謙
- 三島弥兵衛通庸
- 川井田
- 坂元城
- 吉田清右衛門
- 大山弥助巌
- 楠田助
- 坂元六郎
- 赤塚源六真成
- 山之内作次郎貞奇
- 五代東一郎